# Viseu
För andra betydelser, se Viseu (olika betydelser).
Viseu (portugisiskt uttal: [viˈzew]
 ( lyssna)) är en stad och kommun i norra Portugal. Den ligger på en bred platå med 490 m höjd, och är belägen 50 km från atlantkusten och 120 km från Porto. Staden är centralort i Viseu kommun och residensstad i Viseus distrikt.
Viseus kommun har 99 274 invånare (2020) och en yta på 507,00 km².

## Etymologi
Ortnamnet Viseu kommer från latinets Viseum, som möjligen i sin tur härstammar från det iberiska ordet ves (”berg”). 

## Freguesias
Viseu är indelat i 34 freguesias.

- Abraveses
- Barreiros e Cepões
- Boa Aldeia, Farminhão e Torredeita
- Bodiosa
- Calde
- Campo
- Cavernães
- Cota
- Coutos de Viseu
- Faíl e Vila Chã de Sá
- Fragosela
- Lordosa
- Mundão
- Orgens
- Povolide
- Ranhados
- Repeses e São Salvador
- Ribafeita
- Rio de Loba
- Santos Evos
- São Cipriano e Vil de Souto
- São João de Lourosa
- São Pedro de France
- Silgueiros
- Viseu

## Sport

### Större idrottsanläggningar
Den största idrottsarenan i Viseu är Estádio do Fontelo  (fotboll).

### Idrottsföreningar
- Académico de Viseu Futebol Clube (fotbollslag)[7]
- Sport Viseu e Benfica (fotbollslag)

## Vänorter
- Ciudad Rodrigo, Spanien
- Oviedo, Spanien
- Arezzo, Italien
- Marly-le-Roi, Frankrike
- Santa Maria da Feira, Portugal
- Aveiro, Portugal
- Lublin, Polen
- Chaskovo, Bulgarien
- São Filipe, Kap Verde